# Dinomys branickii
Il pacarana (Dinomys branickii  Peters, 1873) è un roditore della famiglia dei Dinomidi, unica specie del genere Dinomys (Peters, 1873), diffuso nell'America meridionale.

## Etimologia
L'epiteto generico deriva dalla combinazione delle due parole greche deinos-, terribile e -mys topo, con allusione alle dimensioni e all'aspetto insolito di questo roditore. Il termine specifico invece è stato dedicato al conte Branicki. Il nome comune trae origine da una parola tupi il cui significato è falso paca a causa della sua somiglianza con quest'altro grande roditore.

## Descrizione

### Dimensioni
Roditore di grandi dimensioni, con la lunghezza della testa e del corpo tra 730 e 790 mm, la lunghezza media della coda di circa 200 mm e un peso fino a 15 kg.

### Caratteristiche craniche e dentarie
Il cranio è massiccio e compatto, con creste poco sviluppate e un profilo dorsale praticamente piatto. Gli zigomi sono profondi e robusti, il foro infra-orbitale è grande e la disposizione del muscolo massetere è di tipo istricomorfo (Fig.1). La bolla timpanica è di normali dimensioni, la mandibola, di tipo istricognato (Fig.2) ha un processo angolare fortemente deviato e un processo coronoide rudimentale. Gli incisivi superiori sono larghi, tozzi e lisci. Sono presenti quattro denti masticatori su ogni semi-arcata, la loro superficie occlusale è piatta ed attraversata da quattro lamine, la corona è alta e sono a crescita continua. La seconda e terza vertebra cervicale sono fuse tra loro.
Sono caratterizzati dalla seguente formula dentaria:

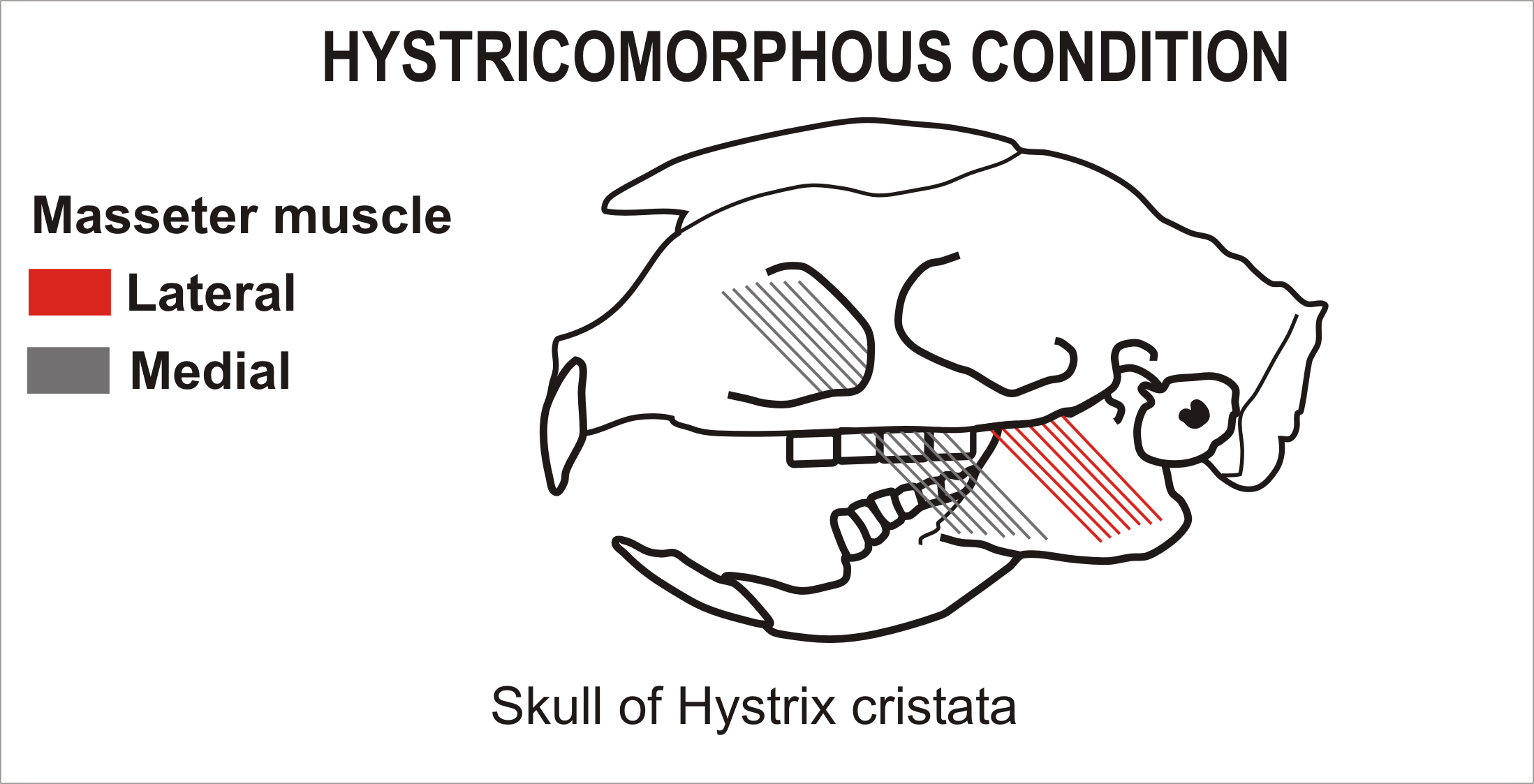
Fig.1

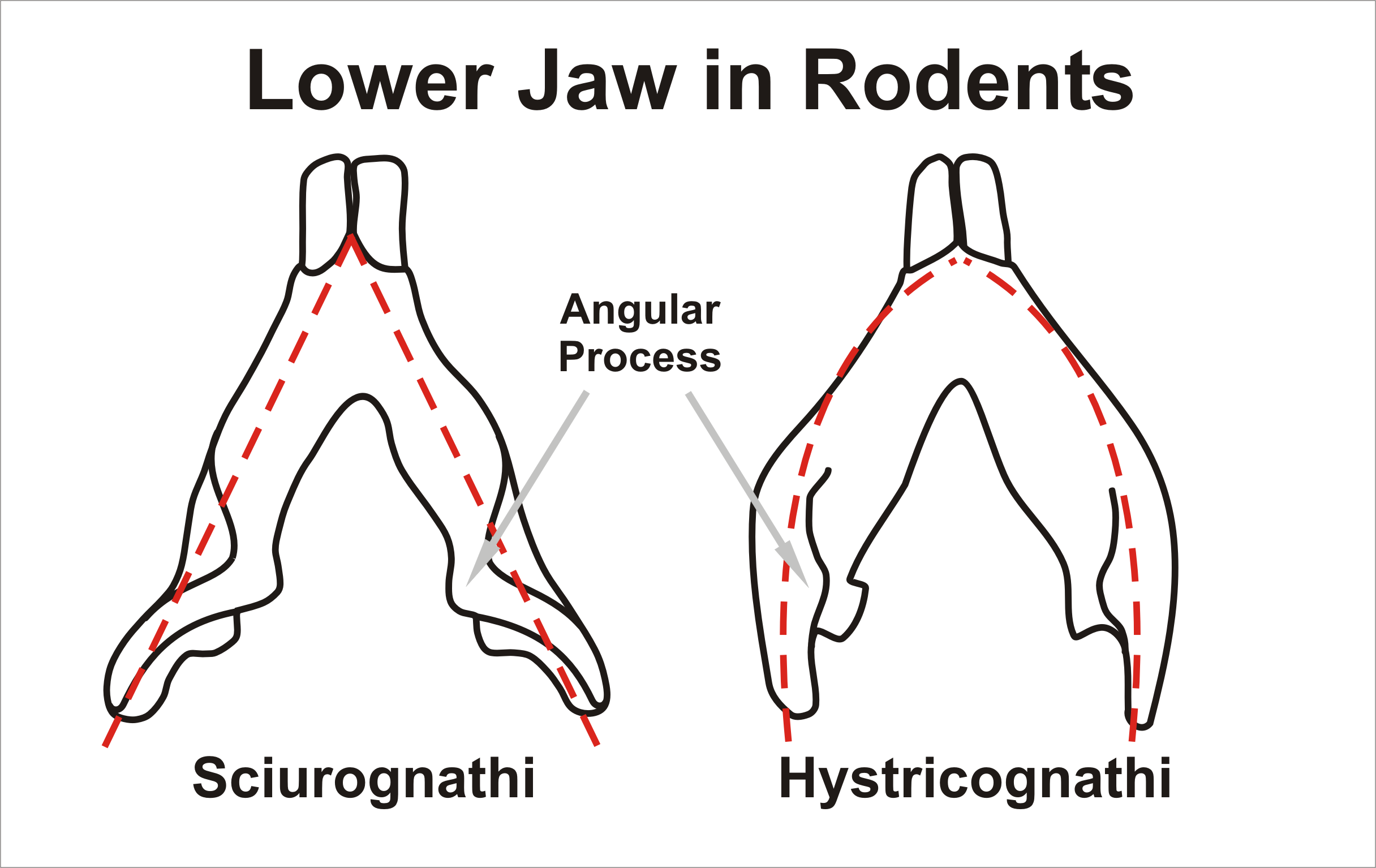
Fig.2

### Aspetto
Il corpo è tozzo e robusto, con una grossa testa ottusa, occhi relativamente piccoli e orecchie corte e rotonde. La pelliccia è corta e ruvida. Il colore generale del corpo è nerastro nei maschi e marrone scuro nelle femmine, con due strisce discontinue bianche che si estendono dalle spalle su tutta la schiena e due o più brevi file di macchie biancastre su ogni fianco, mentre le parti ventrali sono più chiare. Il labbro superiore è attraversato longitudinalmente da una profonda fessura, le vibrisse sono lunghe. Gli arti sono brevi e tozzi, l'andatura è platigrada, le zampe sono corte e larghe, ognuna con quattro dita munite ciascuna di lunghi e robusti artigli. Il palmo e la pianta sono prive di peli e provviste di cuscinetti carnosi, il più esterno dei quali contiene gli elementi ossei residui del pollice e dell'alluce. La coda è corta, tozza e ricoperta di peli. Le femmine hanno quattro paia di mammelle laterali. 

## Biologia

### Comportamento
È una specie notturna e terricola, dove si rifugia in crepacci naturali che vengono allargati scavando con i possenti artigli. In cattività non è stata osservata nessuna attività fossoria bensì un'attitudine ad arrampicarsi e a riposare in posti elevati. Vivono in gruppi di 4-5 individui dei quali almeno due sono adulti. Ogni gruppo occupa una tana e il loro raggio d'azione intorno ad essa è di circa 2,45 ettari. L'animale cammina con il solo tallone sollevato dal suolo, con il risultato di un'andatura lenta ed ondeggiante. Hanno un carattere docile e pacifico, emettono diversi tipi di vocalizzazione, il più comune dei quali udito quando si incontrano un maschio ed una femmina, costituito da sibili, ringhi e lamenti intermittenti. Essendo per questo facilmente addomesticabile in alcune regioni è un animale da compagnia.

### Alimentazione
Si nutre di frutta, foglie e steli teneri che vengono raccolti, esaminati e accompagnati alla bocca con le zampe anteriori, in maniera molto simile agli scoiattoli.

### Riproduzione
Femmine gravide con due embrioni sono state catturate nei mesi di gennaio, febbraio e maggio dopo una gestazione di 223-283 giorni. Alla nascita i cuccioli pesano fino a 900 g. L'aspettativa di vita in cattività è di oltre 13 anni.

## Distribuzione e habitat
Questa specie è diffusa negli altopiani del Venezuela occidentale, Colombia, Ecuador, Perù, Bolivia nord occidentale e nello stato brasiliano occidentale di Acre.
Vive nelle foreste pluviali all'interno di vallate e versanti montani tra 240 e 3.200 metri di altitudine.

## Conservazione
Scoperto soltanto nel 1873, il pacarana è apparso sempre abbastanza raro, tale da temere per diverse volte la sua estinzione. Sebbene il numero di esemplari in cattività sia aumentato dagli anni '40, la popolazione allo stato selvatico è considerata in declino. Alcuni recenti studi hanno ipotizzato che la diffusione frammentata sia dovuta alla limitata disponibilità di adeguati rifugi all'interno delle foreste.
La IUCN Red List, considerato il declino della popolazione di circa il 30% negli ultimi 10 anni a causa dello sfruttamento e del degrado del proprio habitat, classifica D.branickii come specie vulnerabile (VU).